# التحالف الوطني للمرض العقلي
التحالف الوطني للمرض العقلي هي مجموعة عناصر متحدة مقرها الولايات المتحدة تأسست في الأصل كقاعدة من أفراد  الأسر الذين يتم تشخيص أصابتهم بالمرض العقلي. التحالف الوطني للمرض العقلي مهمته هي تحديد وتوفير الدعوة والوعي الذي يتناسب مع جميع الأفراد وللأسر التي تعاني من المرض العقلي لتستطيع بناء الحياة بشكل أفضل، يقدم التحالف الوطني للمرض العقلي دروسا وتدريبات للأشخاص والأسرة وأفراد المجتمع والمهنين الذين يعانون من المرض العقلي وهذا يسمي التعليم النفسي. التحالف الوطني للمرض العقلي يعقد أحداثا منتظمة تجمع الأموال للمنظمة والتعليم  بما في ذلك أسبوع التوعية بالأمراض العقلية، يقع المقر الرئيسي لشركة التحالف الوطني للمرض العقلي في أرلينغتون، فيرجينيا، ولديها حوالي 1000 شركة تابعة للولاية المحلية وهي ممثلة في  الولايات الأمريكية الخمسين، واشنطن هي العاصمة وبورتوريكو ويتم تمويل التحالف الوطني للمرض العقلي بشكل أساسي من خلال تبرعات شركة الأدوية. أضافه إلى ذلك التمويل من المتبرعين وكذلك من خلال الكفالات والمنح
يقوم التحالف الوطني للمرض العقلي بنشر مجلة مرتين سنويا تدعى (ادفوكيت). كما يدير التحالف الوطني للمرض العقلي خط مساعدة خمسة أيام أسبوعيا والتي يتم تمويلها جزئيا من قبل شركتي الأدوية جينسين ولوندبيك.نشأ التحالف الوطني للمرض العقلي في ماديسون ويسكونسن بواسطة هاربيت شيتلر وبيفرلي يونغ، وقد قامت هاتان السيدتان بذلك نتيجة تشخيص حالة ولديهما بمرض الانفصام في الشخصية وبسبب ارهاقهما من إلقاء اللوم عليهما بسبب المرض العقلي الذي اصيب به ولديهما.
وانهما غير راضيين عن نقص الخدمات والعلاجات لهؤلاء اللذين يعيشون بمرض عقلي ولقد سعت السيدات للوصول الي أخريات اللذين لديهم مخاوف مماثلة. وقد تم عقد الاجتماع الأول لتناول قضايا الصحة النفسية الذي ادى الي تشكيل التحالف الوطني للمريض العقلي سنة ١٩٧٩. وفي عام ١٩٩٧ تم تغيير الاسم القانوني الي اختصار (نامي) بواسطة تصويت الأعضاء خوفا من ان يوصف الشخص المصاب بالمريض العقلي. سنة ٢٠٠٥ تم تغيير معنى الاختصار (نامي) الي التحالف الوطني للمرض العقلي.
التحالف الوطني للمرض العقلي مهمته تعزيز التعافي عن طريق المحافظة على العلاقات الأسرية وتقويتها المتأثرة بالأمراض العقلية. برامج التحالف الوطني للمرض العقلي وخدماتها تشمل التعليم ومجموعات الدعم والمنشورات التعليمية والعروض التقديمية
على الرغم من أن التحالف الوطني للأمراض العقلية يركز في الاصل بشكل أساسي علي أفراد الأسرة فقد أصبح يميل في السنوات الأخيرة نحو محاولة تضمين الأشخاص المصابين بمرض عقلي بالرغم من انتقاد النشطاء لهذه الجهود، بالأضافة إلى ذلك يركز التحالف  بشدة على المواقف والسلوكيات التمييزية بخصوص المرض العقلي أو ما يسمى بـ (وصمة عار)، هدف آخر تم تحديده هو زيادة الفهم العام والمهني وتحسين نظام الصحة العقلية، التحالف الوطني للأمراض العقلية هو٥٠١ (٣) منظمة غير ربحية يديرها مجلس إدارة منتخب عن طريق العضوية، يعد التحالف الوطني للأمراض العقلية منظمة جامعة، تعمل الشركات التابعة للولاية والمحلية بشكل شبه مستقل، في محاولة لتمثيل هؤلاء الموجودين في المجتمعات المحيطة بشكل أكثر دقة، منذ عام ٢٠١٥ استخدم التحالف الوطني للأمراض العقلية خطة إستراتيجية مدتها أربع سنوات تنتهي في عام ٢٠١٩، كانت ماري جيليبرتي هي الرئيسة التنفيذية الوطنية من ٢٠١٤-٢٠١٩، التي استقالت في ٢٤ أبريل ٢٠١٩ وسبقها على الفور مايكل فيتزباتريك، جيلبرتي الحاصلة على شهادة في القانون من جامعة ييل وكاتبة للقاضي فيليس أ. كرافيتش، قبل عملها في التحالف الوطني للأمراض العقلية كانت تعمل جيلبرتي محامية في مركز بازيلون لقانون الصحة العقلية لما يقرب العشر سنوات ولجنة مجلس الشيوخ للصحة والتعليم والعمل والمعاشات التقاعدية من ٢٠٠٨ إلى ٢٠١٤.
عملت مديرة للسياسة العامة والدعوة للقضايا الفيدرالية وقضايا الولايات، في التحالف الوطني للأمراض العقلية. عينها وزير الصحة والخدمات الإنسانية الأمريكية في عام ٢٠١٧ (HHS) لتكون واحدة من 14 عضوًا غير اتحادي في لجنة التنسيق المشتركة بين الإدارات للأمراض العقلية الخطيرة التابعة لـ HHS. يعمل التحالف الوطني والولائي على توفير الحوكمة والتعليم العام والدعوة السياسية وإدارة البرامج التعليمية للتحالف. وعلى المستوى المحلي، تقدم فصول التحالف الوطني للأمراض النفسية المحلية المساعدة أيضًا في الحصول على موارد الصحة العقلية، وجدولة وإدارة برامج التحالف الوطني للأمراض العقلية، واستضافة الاجتماعات والفعاليات المحلية لأعضاء التحالف. في فبراير ٢٠٢٠، اتحدت «نامي سيوكس فولز» مع مكتب ساوث داكوتا. كانت هذه الخطوة نتيجةً لقرار من «المكتب الوطني للتحالف الوطني للأمراض العقلية»
دخل التحالف الوطني للأمراض العقلية في عام ٢٠١٧ في شراكة مع الفا كابا الفا منذ ٢٠١٥ وانستغرام وتمبلر ووومنز هيلث وفوكس سبورت مركز ستانلي لأبحاث الطب النفسي في معهد برود وجاك اند جيل أمريكا ومؤسسة جيد ولوكاي. تضمنت شراكات المشاهير أوتكارش أمبودكار وماريا بامفورد وأندريا باربر وإيه جيه بروكس وستيرلنج ك.براون وكورين فوكس ونعومي جود وداون ماكوي وستيفانيا أوين وأليساندرا توريساني وويل ويتون وديواندا وايز ووكريس وود.
يؤيد التحالف الوطني للمرض العقلي بشكل عام نهج النموذج الطبي للأمراض العقلية وكان مؤيدًا رئيسيًا في السابق لسماتهم بأنها «اضطرابات دماغيه خطيره» خلال «عقد الدماغ». يؤيد التحالف الوطني للمرض العقلي مصطلح «عمه العاهة»  أو «أن شخصًا ما غير مدرك لحالته الصحة العقلية أو أنه لا يمكنه إدراك حالته بدقة». في حين أن التحالف الوطني للمرض العقلي أشار سابقًا إلى الأمراض العقلية على أنها «اضطرابات دماغيه خطيره» فإن النصائح الحالية حول «كيفية الحديث عن التحالف الوطني للمرض العقلي» توصي الصفحة بعدم استخدام هذه اللغة.
برامج التحالف الوطني للمرض العقلي متخصصة بشكل عام في مجال الدعم والتعليم للأفراد والأسر وغالبًا ما لا تكون لها أي تكلفة مادية. يتم إنشاء البرامج من خلال منظمات محلية تابعة للتحالف الوطني للمرض العقلي مع برامج متنوعة تختلف في جمهورها المستهدف.
يعد البرنامج التعليمي للتحالف الوطني للمرض العقلي من العائلة إلى الأسرة عبارة عن دورة مجانية مدتها ثمانية أسابيع تستهدف عائلة وأصدقاء الأفراد المصابين بالمرض عقلي حيث توفر التعليم من منظور طبي للأمراض العقلية.  تم تقديمه في الأصل كبرنامج مدته 12 أسبوعًا  ولكن تم تحديثه لنموذج أقصر في عام 2020، يتم تدريس الدورات التدريبية من قبل أحد أفراد أسرة مدربين التحالف الوطني للمرض العقلي من قبل شخص مصاب باضطراب نفسي. يتم تدريس برنامج «من العائلة إلى اسرة» في 44 ولاية ومقاطعتين في كندا
تم تطوير البرنامج من قبل جويس بورلاند، أخصائي نفسي سريري. ينبغي على الوسطاء تدريس المادة من المنهج الدراسي بدون تعديل. يقدم برنامج «من العائلة إلى الأسرة» معلومات عامة عن المرض العقلي وعن كيفية علاجها حاليًا من خلال المنظور الطبي. يغطي البرنامج الأمراض العقلية ومنها انفصام الشخصية والإكتئاب وإضطراب ثنائي القطب الخ.. كما يغطي أيضًا دواعي استعمال الدواء والأعراض الجانبية للأدوية. يتبع برنامج «من العائلة إلى أسرة» نهجًا بيولوجيًا لشرح المرض العقلي وعلاجه.  
أعلن برنامج «من العائلة إلي الأسرة» من خلال الموقع الإلكتروني الخاص بالتحالف الوطني للمرض العقلي أهدافه مثل تعليم مهارات التأقلم والدعوة وتوفير الدعم المتبادل وكيفية «التعامل مع الأزمات» و «معلومات عن حالات الصحة العقلية وكيف تؤثر على الدماغ» وتحديد الوسائل في المجتمع.
لدي برنامج «من العائلة إلى الأسرة» الخاص بالتحالف الوطني للمرض العقلي أدلة بحثية أولية؛ أظهرت إحدي التجارب السريرية العشوائية مكاسب في التمكين وزيادة في نسبة حل المشكلات وتقليل من درجة قلق المشتركين بعد الدورة التدريبية. استمرت هذه التغيرات 6 أشهر بعد ذلك. أكدت تلك الدراسات اكتشافًا سابقًا أن خريجي برنامج «من العائلة إلى الأسرة» يلاحظوا تغيرًا دائمًا في الفهم والتعامل مع المرض العقلي لأنفسهم ولعائلتهم
نظرًا لأن التجربة العشوائية معرضة لخطر ضعف الصلاحية الخارجية حسب آلية الإنتقاء الذاتي، وسعى ديكسون والكليات إلى تعزيز قاعدة الأدلة من خلال تأكيد الاستحقاقات المنسوبة من عائلة لأخرى مع مجموعة فرعية من الأفراد الذين رفضوا المشاركة أثناء الدراسات الأولية. وُجِد ان برنامج من عائلة لأخرى الخاص بالتحالف الوطني للأمراض العقلية، يزيد من الفعالية الذاتية لدى أفراد الأسرة المشاركين في رعاية أحد أفراد الأسرة المصابين بالفصام، مع تقليل العبء الذاتي والحاجة إلى المعلومات.